# Kei Inoo
Kei Inoo (伊野尾 慧 Inoo Kei?,  Iruma, Prefectura de Saitama, 22 de junio de 1990) es un idol, cantante, actor,  modelo y arquitecto japonés, conocido por ser miembro del grupo masculino Hey! Say! JUMP.

## Biografía
Inoo nació el 22 de junio de 1990 en la ciudad de Iruma, Saitama. Su familia se compone de sus padres y su hermana menor Aki. El 23 de septiembre de 2001, se unió a la agencia de talentos Johnny & Associates como aprendiz junto con su futuro compañero de banda, Kōta Yabu. Inoo comenzó a aparecer regularmente en el programa Ya-Ya-yah, así como también en The Shounen Club. Posteriormente, se convirtió en miembro del grupo de Johnny's Jr., J.J. Express con Yūya Takaki, Daiki Arioka y Yūto Nakajima. El 24 de septiembre de 2007, debutó como uno de los diez miembros del recién formado grupo, Hey! Say! JUMP. Inoo toca el teclado durante los shows en vivo del grupo.
En 2009, ingresó a la facultad de ingeniería de la Universidad de Meiji, obtuvo el grado en Arquitectura en 2013. A lo largo de su carrera, Inoo ha aparecido en numerosas series dramas y fue invitado regular en shows como Tensai! Shimura Dobutsuen y en el programa de variedades, Meringue no Kimochi. También fue personalidad de los jueves en Mezamashi TV, programa informativo, teniendo su propia sección. 
En 2017, debutó en la gran pantalla con la adaptación cinematográfica del manga Peach Girl, donde interpretó al personaje principal, Kairi Okayasu.
Desde abril de 2015 hasta marzo de 2024 condujo un programa de radio llamado らじらーサタデー (Rajira Saturday) junto a su compañero de grupo Hikaru Yaotome, que se transmitía todos los sábados a las ocho de la noche, hora local.
El 14 de noviembre de 2023 abrió su Instagram oficial. 

## Discografía

### Hey! Say! JUMP
- JUMP No.1 (2010)
- JUMP World (2012)
- S3art (2014)
- JUMPing Car (2015)
- DEAR (2016)
- 2007-2017 IO (2017)
- SENSE or LOVE (2018)
- PARADE (2019)
- Fab! -Music speaks- (2020)
- FILMUSIC! (2022)
- PULL UP! (2023)

## Filmografía

### Dramas
| Año  | Título                                              | Papel             | Notas              |
| ---- | --------------------------------------------------- | ----------------- | ------------------ |
| 2006 | Gachi Baka                                          | Yuusuke Inoue     | Episodio 2         |
| 2014 | Dark System Koi no Ouza Ketteisen                   | Yoichi Onda       | Episodios 5 & 6    |
| 2014 | Naruyouni Narusa 2                                  | Ryo Okumura       | Secundario         |
| 2015 | Tatakau! Shoten Girl                                | Keiichiro Kusaka  | Secundario         |
| 2016 | Doctor X: Gekai Daimon Michiko SP                   | Kojiro Himuro     | Aparición especial |
| 2016 | Soshite, Dare mo Inaku Natta                        | Eiji Kusaka       | Antagónico         |
| 2018 | Tokyo Alien Bros                                    | Fuyunosuke Tanata | Principal          |
| 2018 | Kaseifu no Mitazono (Temporada 3)                   | Hikaru Murata     | Secundario         |
| 2019 | Kaseifu no Mitazono (Temporada 4)                   | Hikaru Murata     | Secundario         |
| 2021 | Junkyouju Takatsuki Akira no Suisatsu               | Akira Takatsuki   | Principal          |
| 2021 | Junkyouju Takatsuki Akira no Suisatsu (Temporada 2) | Akira Takatsuki   | Principal          |
| 2022 | Kaseifu no Mitazono (Temporada 5)                   | Hikaru Murata     | Secundario         |
| 2023 | Da Capo Shimasenka?                                 | Taichi Masumi     | Principal          |
| 2023 | Kaseifu no Mitazono (Temporada 6)                   | Hikaru Murata     | Secundario         |
| 2023 | Kaseifu no Hikaru (Spin-off)                        | Hikaru Murata     | Principal          |

### Películas
| Año  | Título     | Papel         | Notas     |
| ---- | ---------- | ------------- | --------- |
| 2017 | Peach Girl | Kairi Okayasu | Principal |

### Show de variedades
| Año           | Título                   | Notas                                                                        |
| ------------- | ------------------------ | ---------------------------------------------------------------------------- |
| 2003-2007     | Ya-Ya-yah                |                                                                              |
| 2006-2007     | YOUtachi!                |                                                                              |
| 2006-2007     | Hyakushiki               | Solo apareció en pocos episodios                                             |
| 2003-2013     | Shounen Club             |                                                                              |
| 2015-presente | Itadaki High JUMP        | Junto a JUMP                                                                 |
| 2015-2020     | Tensai Shimura Dobutsuen | Como Kei Inyaa (Irregular)                                                   |
| 2016-2021     | Meringue no Kimochi      | Como MC                                                                      |
| 2016-2022     | Mezamashi TV             | Personalidad de los jueves                                                   |
| 2020-2024     | Demolition Kingdom       | Ídolo arquitectónico (regular desde abril '23 (miércoles) hasta febrero '24) |

## Premios y nominaciones
| Año  | Premio                | Categoría           | Película   | Resultado |
| ---- | --------------------- | ------------------- | ---------- | --------- |
| 2017 | 42nd Hochi Film Award | Mejor artista nuevo | Peach Girl | Nominado  |